# Skvortzovia furfuracea
Skvortzovia furfuracea (Bres.) G. Gruhn & Hallenberg) – gatunek grzybów należący do rzędu szczeciniakowców (Hymenochaetales).

## Systematyka i nazewnictwo
Pozycja w klasyfikacji:  Skvortzovia, Incertae sedis, Hymenochaetales, Agaricomycetidae, Agaricomycetes, Agaricomycotina, Basidiomycota, Fungi.
Po raz pierwszy opisał go w 1925 r. Giacomo Bresàdola, nadając mu nazwę Corticium furfuraceum. W 2018 r. G. Gruhn i Nils Hallenberg po badaniach fologenetycznych przenieśli go do rodzaju Skvortzovia. Synonimy:
- Corticium furfuraceum Bres. 1925
- Mycoacia furfuracea (Bres.) Spirin & Zmitr. 2004
- Resinicium furfuraceum (Bres.) Parmasto 1968[2].

## Morfologia
Owocnik kortycjoidalny, rozpostarty, o średnicy 2–20 (100) cm. Powierzchnia biaława, kremowobiała, ochrowa, szara, szarobrązowa, ochrowobiała, chropowata, brodawkowata, zębata, z cylindrycznymi lub szydlastymi kolcami. Kontekst białawy, bez zapachu.

## Występowanie i siedlisko
Podano występowanie Skvortzovia furfuracea w Ameryce Północnej, Europie, Azji i w Afryce. Brak go w opracowanym w 2003 r. przez Władysława Wojewodę wykazie wielkoowocnikowych grzybów podstawkowych Polski, po raz pierwszy jego stanowiska podano w 2016 r. (jako Resinicium furfuraceum).
Nadrzewny grzyb saprotroficzny rozwijający się na korze martwych drzew, głównie iglastych, na leżących gałęziach, pniach, martwych drzewach, ale także na tarcicy. Czasami porasta drewno na składowiskach lub na belkach dachowych uszkodzonych przez wilgoć.